# Tomoko Mukaiyama
Tomoko Mukaiyama (Japans: 向井山朋子,  Mukaiyama Tomoko) (Prefectuur Wakayama ) is een Japans- Nederlandse pianiste, kunstenaar en regisseur staat bekend om haar multimediale voorstellingen waarin ze samen met haar publiek het zintuiglijke avontuur aangaat. Verschillende disciplines, hun vormen en stijlen, worden op voet van gelijkheid ingezet. Terugkerende thema’s in haar werk zijn, genderongelijkheid en de relatie met onze natuurlijke omgeving, vaak uitgewerkt vanuit de mogelijkheden en fricties van een lokale situatie. Haar werk wordt uitgevoerd in reguliere kunstcentra zoals het Lincoln Centre  New York, de Parijse opera  en musea , maar ook via online platforms of op straten en pleinen, in particuliere woningen, in de duinen van Terschelling en op de vismarkt van Seto (JP).

## Biografie
Tomoko is geboren in Shingu in de Japanse provincie Wakayama. Tomoko woont sinds begin jaren negentig in Amsterdam, ze is weduwe van de in 2005 overleden fotograaf en schrijver Philip Mechanicus, samen kregen ze een dochter, Kiriko.
Tomoko studeerde piano aan het Musashino Muziek College inTokio, aan de universiteit van Indiana (Bloomington School of Music) en aan het Sweelinck conservatorium te Amsterdam. Ze volgde privélessen improvisatie bij pianist en componist Micha Mengelberg. Sinds 2020 volgt ze privélessen elektronische compositie bij componist Yannis Kyriakides. 
In de jaren negentig presenteert Tomoko zich als pianist in de Nederlandse en internationale ensemble- en recitalcultuur. Via haar spel, repertoirekeuze, de kleding die ze draagt en haar omgaan met het publiek, wordt dan al duidelijk dat voor haar elk concert, altijd al, een multimediale uiting is voor een multi-zintuiglijke, onherhaalbare ervaring. Vanuit deze gedachte inspireert ze vele componisten en brengt hun werk in première (o.a. Karen Tanaka, Alexander Raskatov, Frederic Rzewski, Louis Andriessen , Maxim Shalygin(en)).

## Artistieke ontwikkeling
Als pianist ontwikkelt Tomoko zich tot kunstenaar en regisseur en bouwt gestaag aan een eigen oeuvre. Ze neemt de structuren en conventies van het recital onder de loep met de vraag wat deze doen en kunnen doen in het creatieve proces (zie, for you, 2005). Ze vindt nieuwe mogelijkheden om ruimtelijkheid te integreren binnen een concert door gebruik van objecten, beeld en licht. Ze heft het klassieke verschil tussen componist, performer en publiek op; in elk van haar werken wordt hun relatie opnieuw bepaald. Tomoko creëert zo een artistieke vorm die open en uitgebreid is. Het geeft haar de vrijheid om muziek, architectuur, dans, film, beeldende kunst, fotografie en mode te combineren met sociale thema’s. Ze gebruikt dramaturgisch-muzikale technieken om het maatschappelijke en artistieke samen te brengen en om greep te krijgen op de resonantie tussen verschillende disciplines en de rol die ze spelen in het creëren van bijvoorbeeld de spanningsboog van een voorstelling (zie, pianist , 2019; KUMANO , 2021; SADO, 2023). 
Om haar ideeën over de multimediale voorstelling in al haar veelvormigheid te verwoorden gebruikt Tomoko begrippen als installatie-performance en music-cinema.
In een installatie-performance wordt het ruimtelijke element belangrijk. De voorstellingen zijn als het ware vormgegeven ethisch-esthetische werelden. Het publiek is hier deel van de scenografie (de thematische, muzikale, visuele en ruimtelijke elementen die een uitvoering vormen). Ethische vragen (over onze relatie met elkaar en met een omgeving) en esthetische (over wat we waarnemen en wat ons raakt) gaan samen op (zie, wasted , 2009; Nocturne , 2011; figurante , 2023).
Music-cinema zijn multimediale voorstellingen via livestream. Het is een uitvoeringsvorm waarbij zowel het maken van muziek, geluid, beeld en film zoveel mogelijke real-time uitgevoerd worden om de spanning en de creatieve onbepaaldheid van de live-uitvoering te bewaren (zie, A live vol. 1  2020; TWO – in transit Hara Museum , 2021).
Tomoko geeft concerten, produceert installatie-performances, films en music-cinema streams. De openheid van de artistieke vorm van haar werk wordt bevestigd in samenwerkingen met zeer uiteenlopende kunstenaars, zoals Marina Abramović , Merzbow, Jiří Kylián , Michael Gordon  en Toyo Ito. Haar diepgaande betrokkenheid met genderongelijkheid en vrouwen in de kunst heeft geleid tot het opzetten van projecten en van debatten waarin ze een adviserende rol heeft. In nauw overleg met professionals en wetenschappers onderzoekt ze artistieke, (muziek-) technologische en filosofische aspecten van haar werk. Tomoko werkt samen met partners in Nederland, Japan, Mexico en Colombia.
Prijzen
In 1991 won Tomoko het Internationaal Gaudeamus Vertolkers Concours  en in 1993 ontving ze de Muramatsu-prijs voor uitmuntend muzikaal talent. In 2014 ontving ze de Dioraphte dansprijs voor de productie Shirokuro. In 2017 ontving ze de Japan Dance Forum Award  voor de productie La Mode en HOME.
Organisaties
In 2007 werd de Tomoko Mukaiyama Foundation (TMF) opgericht. Via de stichting produceert Tomoko multimediale voorstellingen in eigen beheer of in samenwerkingsverbanden. De stichting wordt o.a. ondersteund met meerjarige subsidie van het Nederlands Fonds Podiumkunsten. 
Voor voorstellingen in Japan werd in 2015 de Multus Foundation (MF) opgericht. MF wordt financieel ondersteunt o.a. door verschillende Japanse overheidsinstanties.
In 2020 werd Culture All Nippon (CAN) opgericht door Tomoko in samenwerking met Hiroko Tsuboi-Friedman, Unesco-medewerker op het gebied van kunstuitingen en diversiteit. CAN is een netwerkorganisatie met het doel om de kunsten in Japan te bevorderen door kunstenaars en kunstbeleid te ondersteunen via het organiseren van bijeenkomsten, lezingen en discussies.

## Selectie uit het werk
Lijst van projecten sinds 2000:
- Amsterdam x Tokyo (2000)
- for you (2005)
- haar/haar (2005)
- You and Bach (2006)
- Sommer Reisen (2007)
- Show me your second face (2007)
- BABY in coproduction with photographer Masafumi Sanai (2007-2011)
- wasted (2009)
- SHOES' (2011)
- Nocturne (2011)
- SHIROKURO (2012)
- Multus #1: Canto Ostinato (2012)
- Project 88 (2013)
- Falling (2013)
- Super T-Market (2013)
- East Shadow in coproduction with Jiri Kylian (2013)
- Multus #2: Dance on Piano (2014)
- Sonic Tapestry IV (2014)
- Multus #3: Canto Ostinato for 4 pianos (2015)
- Voor Elise (2015)
- La Mode (2016)
- Woman in the Dunes (2016)
- HOME (2016)
- GAKA (2019)
- Pianist (2019)
- ONE (2020)
- A Live vol. 1, 2, 3 (2020)
- GAKA film [30](2020)
- End and Beginning (2020)
- KOMANO [31][32] (2021)
- TWO - in transit Hara Museum (2021)
- Love Song (2022)
- SADO (2023)
- figurante (2023)
- EAT (2023)
- Delirium (2023)

#### CD Opnamen
- Women composers (1994, Vinyl 2019)
- Hello Pop Tart (1998)
- Amsterdam x Tokyo (2000)
- En Blanc et Noir (2009)
- Raskatov, Stravinsky (2014)
- Canto Ostinato (2015, vinyl 2019)
- The unchanging Sea (2018)
- La Mode [33] (2021)

#### Video- livestream en Film
- A Live vol. 1. SUPER T market (2020)
- A Live vol. 2.  Canto Ostinato (2020)
- A Live vol. 3. Night at the Van Gogh Museum (2020)
- GAKA-film (2020)
- Two- in transit Hara Museum (2021)
- Super T (e) market (2021)